# Okręg wyborczy Staffordshire North
Okręg wyborczy Staffordshire North powstał w 1832 r. i wysyłał do brytyjskiej Izby Gmin dwóch deputowanych. Okręg obejmował północną część hrabstwa Staffordshire. Został zlikwidowany w 1885 r.

## Deputowani do brytyjskiej Izby Gmin z okręgu Staffordshire North
- 1832–1837: Oswald Mosley
- 1832–1841: Edward Manningham-Buller
- 1837–1841: Bingham Baring
- 1841–1847: Jesse David Watts Russell
- 1841–1878: Charles Adderley, Partia Konserwatywna
- 1847–1851: George Egerton, wicehrabia Brackley, Partia Konserwatywna
- 1851–1859: Smith Child, Partia Konserwatywna
- 1859–1865: Charles Talbot, wicehrabia Ingestre, Partia Konserwatywna
- 1865–1874: Edward Manningham-Buller
- 1874–1880: Colin Minton Campbell
- 1878–1880: Robert Hanbury, Partia Konserwatywna
- 1880–1885: William Young Craig
- 1880–1885: Harry Tichborne Davenport